# Centaurea glaphyrocephala
Centaurea glaphyrocephala là một loài thực vật có hoa trong họ Cúc. Loài này được Nábělek mô tả khoa học đầu tiên năm 1925.